# The Octagon (Isla Roosevelt)
El Octágono (en inglés: The Octagon) es un edificio histórico ubicado en Nueva York, Nueva York. El Octágono se encuentra inscrito  en el Registro Nacional de Lugares Históricos desde el 16 de marzo de 1972.

## Ubicación
El Octágono se encuentra dentro del condado de Nueva York en las coordenadas 40°46′08″N 73°56′38″O / 40.768889, -73.943889.